# Sciaromium pachyloma
Sciaromium pachyloma là một loài rêu trong họ Echinodiaceae. Loài này được Mont. Paris mô tả khoa học đầu tiên năm 1898.